# رازها (رمان)
رازها، یا اسرار (به نروژی: Mysterier)، رمانی از کنوت هامسون، رمان‌نویس نروژی است. این رمان در سال ۱۸۹۲ منتشر شد.
انگیزه‌های رفتار یوهان ناگل (Johan Nagel)، شخصیت اصلی کتاب، مشخص نیست. او که از هیچ جا می‌آید، روزی به شهر کوچک بی‌نامی می‌رسد و در آنجا مدتی کوتاه به ایفای نقش قادر مطلق می‌پردازد. در پایان کتاب نیز چیزی بیش از آغاز کتاب درباره‌اش نمی‌دانیم و همین است که به این داستان عاشقانهٔ غم‌انگیز جاذبه‌ای چنین عالی می‌بخشد. ناگل که از زمان خود پیشی گرفته، همچون ضد قهرمانی دلچسب و معمایی به نظر می‌رسد و چون هنرمندی که وسیلهٔ بیان خود را از زندگی ساخته جلوه می‌کند.

## برگردان فارسی
این رمان با دو نام متفاوت به فارسی ترجمه شده‌است:
- اسرار؛ ترجمه: سعید سعیدپور؛ انتشارات مروارید.
- هامسون، کنوت (چاپ اول ۱۳۸۳). رازها. ترجمهٔ قاسم صنعوی. تهران: نشر گل‌آذین. شابک ۹۶۴-۷۷۰۳-۱۳-۹. تاریخ وارد شده در |سال= را بررسی کنید (کمک)